# Gabriel Kemzo Malou
Pour les articles homonymes, voir Malou.
Gabriel Kemzo Malou,  né le 28 septembre 1967 à Ziguinchor (Casamance), est un artiste plasticien, graveur et sculpteur sénégalais, ancien assistant de Moustapha Dimé – décédé en 1998 – dont il a repris à sa demande l'atelier sur l'île de Gorée, où il vit et travaille aujourd'hui.

## Sélection d'œuvres
- La chèvre, 2000 (fer et bois flotté)